# Oecetis brignolii
Oecetis brignolii är en nattsländeart som beskrevs av Malicky 1981. Oecetis brignolii ingår i släktet Oecetis och familjen långhornssländor. Inga underarter finns listade i Catalogue of Life.